# Gyarmati Dezső (gyorsíró)
Gyarmati Dávid Dezső, 1894-ig Guttman (Ungvár, 1873. április 23. – Budapest, Terézváros, 1941. november 9.) gyorsíró-pedagógus, országgyűlési főtanácsos, Gyarmati Fanni (1912–2014) apja.

## Élete
Guttman Salamon és Reisman Fáni (1837–1911) gyermekeként született zsidó családban. Az Ungvári Királyi Katolikus Főgimnázium tanulója volt, ahol 1889. szeptember 29-én a Gabelsberger-Markovics-féle gyorsírókor alelnökévé választották. Felsőfokú tanulmányait a Budapesti Tudományegyetem Jog- és államtudományi karán végezte. Először az 1891. évi képviselőházi gyorsíróversenyen tűnt ki, ahol középfokon (percenként 180 szótag) megnyerte a két aranyból álló díjat. A következő év márciusában tartott versenyen a Visontai Soma országgyűlési képviselőnek egy aranyból álló díját vitte el. 1893-ban megnyerte az Országos Magyar Gyorsíró Egyesület első díját. Az Egyesület 1893. november 19-én megtartott képviselőházi írásversenyén a legmagasabb fokon (percenként 220 szótag) diadalmaskodott. 1894 novemberében kinevezték az országgyűlési gyorsirodában megüresedett gyorsíró-segédi állásba. 1898 májusában gyorsíróvá léptették elő. 1902. áprilisban a szegedi gyorsíróverseny rendkívüli versenyén (percenként 270–300 szótag) második díjat nyert. A következő évtől az Országos Magyar Gyorsíró Egyesület német–magyar gyorsírási tanfolyamának vezetője lett és hamarosan a tanári kar élére került. A képzéseket a Liszt Ferenc tér 10. szám alatti Gabelsberger Szakiskolában tartották. Az 1904 májusában Ungváron megtartott országos gyorsíróverseny legnehezebb kategóriájában (percenként 270–300 szótag) első díjat nyert. Az általa igazgatott szakiskola az 1910-es évek elején a terézvárosi Hegedűs Sándor utca 7. szám alá költözött. 1924. márciusban kinevezték az országgyűlés gyorsirodájának másodfőnökévé. 1926-ban a nemzetgyűlés elnöke a gyorsirodai tanácsosi címet adományozta számára. A képviselőház elnöke 1929 júliusában gyorsirodai tanácsossá és a gyorsiroda főnökévé léptette elő. 1933 júniusában negyven évnyi szolgálat után nyugalomba vonult mint országgyűlési gyorsirodai tanácsos és a gyorsiroda főnöke. Az Első Országos Gabelsberger Szakiskolát fennállásáig igazgatta. Halálát szívkoszorúér elzáródás okozta.
Nagy részvét mellett a Kozma utcai izraelita temetőben helyezték nyugalomra. Az országgyűlési gyorsiroda küldöttsége élén megjelent Márki-Zay Lajos mondott beszédet.

## Családja
Felesége Weisz Aranka (1881–1963) volt, Weisz József és Flesch Franciska lánya, akivel 1903. április 26-án Budapesten, a Terézvárosban kötött házasságot.
Gyermekei:
- Gyarmati Rózsa (1904–1932), férjezett Milch Emánuelné.
- Gyarmati László József (1905–1962) sebészorvos, kórházi főorvos. Első felesége Fodor Zsófia volt, Fodor Oszkár lánya. Második Jakabfy Éva (1956-tól).
- Gyarmati Fanni (1912–2014) nyelvtanár, Radnóti Miklós (1909–1944) költő, író, műfordító felesége.